# Декстър Морган
Декстър Морган (на английски: Dexter Morgan) е измислен герой в три от романите на американския писател на криминални романи Джеф Линдзи.
През 2006, романите са адаптирани в телевизионен сериал с името „Декстър“. В него, ролята на Декстър се изпълнява от Майкъл Хол.
Декстър работи като криминалист в лабораторията по кръвен анализ към полицейското управление в Маями. През нощта той преследва и убива онези, които според него „заслужават да умрат“. Жертвите му са предимно убийци, изнасилвачи и т.н., които според Декстър са успели да избегнат правосъдието.
В българския дублаж Декстър се озвучава от Пламен Манасиев, в последните три епизода на втори сезон от Станислав Димитров, а в седми сезон от Силви Стоицов.
Декстър преживява много житейски разочарования, успява да създаде семейство и противно на самооценяването си като чудовище нито една човешка емоция не му е чужда. През 2013 г. се излъчва финалният 8 сезон.